# کوتونو میتسویشی
کوتونو میتسویشی (انگلیسی: Kotono Mitsuishi; ۸ دسامبر ۱۹۶۷ – ) خواننده، صداپیشه، بازیگر، بازیگر سینما، و مجری رادیو اهل ژاپن بود. وی از سال ۱۹۸۹ میلادی تاکنون مشغول فعالیت بوده‌است.